# The Cleansing
The Cleansing es el disco debut de la banda de deathcore norteamericana Suicide Silence. El álbum fue lanzado el 18 de septiembre de 2007 a través de Century Media Records. Su lanzamiento debutó en el #94 de la lista Billboard Top 200, vendiendo 7.250 copias en la primera semana y se convirtió en el disco debut más vendido de la historia de Century Media.
El álbum se destaca por su estilo de ingeniería único, ya que fue grabado en vivo en el estudio en lugar de ser grabado pista por pista.

## Antecedentes
El disco también fue lanzado en formato de vinilo, con un número limitado de 2,000 copias.
Se han lanzado videos musicales para las canciones "Unanswered", "The Price of Beauty", "Bludgeoned to Death" y "No Pity for a Coward" (versión en vivo). El video musical de "The Price of Beauty" fue excluido de la lista de reproducción de MTV por considerarse demasiado "visual y líricamente explícito", ya que el tema del video representaba imágenes gráficas de sangre que giraban en torno a una mujer que se sometió a una cirugía estética, pero que tenía la cara en cambio horriblemente desmembrado y mutilado en el proceso.
La portada del álbum fue diseñada por el artista gráfico Dave McKean. La canción de apertura, "Revelations (Intro)" incluye una muestra de sonido de la película Freddy vs. Jason. La canción oculta, "Destruction of a Statue" presenta voces invitadas de Nate Johnson, exvocalista de las bandas Through the Eyes of the Dead, Deadwater Drowning y Fit for an Autopsy.
Después de regresar a la discográfica Century Media Records en 2022, anunciaron que el álbum sería relanzado

## Lista de canciones
Todas las letras escritas por Mitch Lucker, toda la música compuesta por Suicide Silence. 
| N.º | Título                                                                          | Duración |  |
| 1.  | «Revelations (Intro)»                                                           | 0:33     |  |
| 2.  | «Unanswered»                                                                    | 2:15     |  |
| 3.  | «Hands of a Killer»                                                             | 4:14     |  |
| 4.  | «The Price of Beauty»                                                           | 2:45     |  |
| 5.  | «The Fallen»                                                                    | 4:07     |  |
| 6.  | «No Pity for a Coward»                                                          | 3:11     |  |
| 7.  | «The Disease»                                                                   | 4:22     |  |
| 8.  | «Bludgeoned to Death» ((Titulada "Bludgeoned" en la versión editada del álbum)) | 2:35     |  |
| 9.  | «Girl of Glass»                                                                 | 2:52     |  |
| 10. | «In a Photograph»                                                               | 4:32     |  |
| 11. | «Eyes Sewn Shut»                                                                | 2:58     |  |
| 12. | «Green Monster»                                                                 | 5:49     |  |
| 13. | «Destruction of a Statue» (Pista oculta)                                        | 3:44     |  |

| Bonus Tracks de la edición para Reino Unido |                  |          |  |
| N.º                                         | Título           | Duración |  |
| 14.                                         | «A Dead Current» | 3:38     |  |

| Bonus Tracks del Disco 1 del Ultimate Edition |                                     |          |  |
| N.º                                           | Título                              | Duración |  |
| 15.                                           | «Swarm»                             | 3:50     |  |
| 16.                                           | «Engine No.9» ((Cover de Deftones)) | 3:25     |  |

| Disco 2 del Ultimate Edition |                                                    |          |  |
| N.º                          | Título                                             | Duración |  |
| 1.                           | «Unanswered (Live in Paris)»                       | 2:36     |  |
| 2.                           | «Bludgeoned To Death (Live in Paris)»              | 2:57     |  |
| 3.                           | «The Price of Beauty (Live In Paris)»              | 3:23     |  |
| 4.                           | «Swarm (Live In Paris)»                            | 2:16     |  |
| 5.                           | «No Pity For A Coward (Live In Paris)»             | 3:12     |  |
| 7.                           | «The Fallen (Live In Paris)»                       | 2:54     |  |
| 8.                           | «Destruction of a Statue (Live In Paris)»          | 2:54     |  |
| 9.                           | «Hands of a Killer (Instrumental Rehearsal Tapes)» | 2:03     |  |
| 10.                          | «In A Photograph»                                  | 3:52     |  |
| 11.                          | «The Fallen (Instrumental Rehearsal Tapes)»        | 3:34     |  |
| 12.                          | «Untitled (Instrumental Rehearsal Tapes)»          | 3:03     |  |